# Leonas de Ponce 2016
Questa voce raccoglie le informazioni riguardanti le Leonas de Ponce nella stagione 2016.

## Organigramma societario
Area direttiva
- Presidente: César Trabanco

Area tecnica
- Allenatore: José Mieles

## Rosa
| N° | Nome              | Ruolo | Data di nascita   | Nazionalità sportiva |
| -- | ----------------- | ----- | ----------------- | -------------------- |
| 1  | Natalia Valentín  | P     | 12 settembre 1989 | Porto Rico           |
| 2  | Learis Jusino     | L     | 27 febbraio 1991  | Porto Rico           |
| 3  | Yeleishka Vázquez | P     | 21 ottobre 1995   | Porto Rico           |
| 4  | Raymariely Santos | P     | 13 aprile 1992    | Porto Rico           |
| 5  | Dailis Traverso   | S/L   | 27 novembre 1992  | Porto Rico           |
| 6  | Nelmarie Cruz     | S     | 3 giugno 1996     | Porto Rico           |
| 7  | Dulce Téllez      | C     | 12 settembre 1983 | Porto Rico           |
| 8  | Nayka Benítez     | L     | 8 febbraio 1989   | Porto Rico           |
| 9  | Gabriela Colón    | C     | 29 luglio 1995    | Porto Rico           |
| 10 | Megan Courtney    | S     | 27 ottobre 1993   | Stati Uniti          |
| 12 | Janeliss Torres   | C     | 9 luglio 1991     | Porto Rico           |
| 13 | Grace Salado      | C     | 7 maggio 1990     | Porto Rico           |
| 14 | Aiyana Whitney    | S/O   | 6 aprile 1993     | Porto Rico           |
| 15 | Haley Eckerman    | S/O   | 10 novembre 1992  | Stati Uniti          |
| 17 | Ana Rosa Luna     | C     | 16 marzo 1989     | Porto Rico           |

## Mercato
| Acquisti | Acquisti          | Acquisti            | Acquisti   |
| R.       | Nome              | da                  | Modalità   |
| -------- | ----------------- | ------------------- | ---------- |
| L        | Learis Jusino     | Indias de Mayagüez  | definitivo |
| P        | Yeleishka Vázquez | Lancheras de Cataño | definitivo |
| S        | Nelmarie Cruz     | -                   | definitivo |
| C        | Dulce Téllez      | Lancheras de Cataño | definitivo |
| C        | Gabriela Colón    | ?                   | definitivo |
| S        | Megan Courtney    | Penn State          | definitivo |
| C        | Grace Salado      | Indias de Mayagüez  | definitivo |
| S/O      | Aiyana Whitney    | Penn State          | definitivo |
| S/O      | Haley Eckerman    | Azərreyl            | definitivo |
| P        | Natalia Valentín  | Azərreyl            | definitivo |

| Cessioni | Cessioni           | Cessioni                | Cessioni      |
| R.       | Nome               | a                       | Modalità      |
| -------- | ------------------ | ----------------------- | ------------- |
| P        | Natalia Valentín   | Azərreyl                | definitivo    |
| S/O      | Haley Eckerman     | Azərreyl                | definitivo    |
| P        | Karla Colón        | Capitalinas de San Juan | definitivo    |
| C        | Jonnalys Matos     | Criollas de Caguas      | definitivo    |
| S/L      | Dianise Rodríguez  | Lancheras de Cataño     | definitivo    |
| S        | Legna Hernández    | Lancheras de Cataño     | definitivo    |
| C        | Sol González       | Capitalinas de San Juan | definitivo    |
| S        | Kelsey Robinson    | Imoco                   | definitivo    |
| C        | Alexandra Oquendo  | Lancheras de Cataño     | definitivo    |
| C        | Jetzabel Del Valle | Orientales de Humacao   | fine prestito |
| C        | Grace Salado       | -                       | definitivo    |

## Risultati

### LVSF

#### Regular season
| 1ª giornata - 13 gennaio 2016 Palacio de Recreación y Deportes, Mayagüez | Indias de Mayagüez      | 3 - 2 | Leonas de Ponce         | 23-25, 24-26, 25-22, 25-16, 15-13 |
| 2ª giornata - 15 gennaio 2016 Coliseo Salvador Dijols, Ponce             | Leonas de Ponce         | 3 - 1 | Capitalinas de San Juan | 22-25, 25-21, 25-19, 25-23        |
| 3ª giornata - 21 gennaio 2016 Coliseo Gelito Ortega, Naranjito           | Changas de Naranjito    | 0 - 3 | Leonas de Ponce         | 15-26, 17-25, 24-26               |
| 4ª giornata - 23 gennaio 2016 Coliseo Salvador Dijols, Ponce             | Leonas de Ponce         | 3 - 0 | Indias de Mayagüez      | 25-16, 25-17, 25-20               |
| 5ª giornata - 27 gennaio 2016 Coliseo Salvador Dijols, Ponce             | Leonas de Ponce         | 3 - 1 | Lancheras de Cataño     | 23-25, 25-15, 25-17, 28-26        |
| 6ª giornata - 29 gennaio 2016 Coliseo Rafael Amalbert, Juncos            | Valencianas de Juncos   | 1 - 3 | Leonas de Ponce         | 25-23, 22-25, 13-25, 16-25        |
| 7ª giornata - 3 febbraio 2016 Coliseo Salvador Dijols, Ponce             | Leonas de Ponce         | 0 - 3 | Criollas de Caguas      | 26-28, 17-25, 19-25               |
| 8ª giornata - 5 febbraio 2016 Coliseo Salvador Dijols, Ponce             | Leonas de Ponce         | 3 - 0 | Orientales de Humacao   | 25-14, 25-22, 25-17               |
| 9ª giornata - 12 febbraio 2016 Coliseo Roberto Clemente, San Juan        | Capitalinas de San Juan | 2 - 3 | Leonas de Ponce         | 24-26, 25-23, 25-21, 15-25, 10-15 |
| 10ª giornata - 14 febbraio 2016 Coliseo Salvador Dijols, Ponce           | Leonas de Ponce         | 3 - 1 | Gigantes de Carolina    | 25-18, 25-18, 15-25, 25-21        |
| 11ª giornata - 18 febbraio 2016 Coliseo Salvador Dijols, Ponce           | Leonas de Ponce         | 3 - 1 | Changas de Naranjito    | 25-21, 19-25, 25-22, 25-21        |
| 12ª giornata - 24 febbraio 2016 Coliseo Cosme Beitia Sálamo, Cataño      | Lancheras de Cataño     | 2 - 3 | Leonas de Ponce         | 25-16, 22-25, 22-25, 15-13, 9-15  |
| 13ª giornata - 26 febbraio 2016 Coliseo Salvador Dijols, Ponce           | Leonas de Ponce         | 3 - 0 | Valencianas de Juncos   | 25-17, 25-18, 34-32               |
| 14ª giornata - 3 marzo 2016 Coliseo Salvador Dijols, Ponce               | Leonas de Ponce         | 3 - 2 | Criollas de Caguas      | 25-21, 22-25, 17-25, 25-13, 15-11 |
| 15ª giornata - 6 marzo 2016 Coliseo Emilio Huyke, Humacao                | Orientales de Humacao   | 1 - 3 | Leonas de Ponce         | 18-25, 25-21, 18-25, 29-31        |
| 16ª giornata - 10 marzo 2016 Coliseo Roberto Clemente, San Juan          | Capitalinas de San Juan | 3 - 1 | Leonas de Ponce         | 19-25, 25-23, 25-20, 27-25        |
| 17ª giornata - 12 marzo 2016 Coliseo Salvador Dijols, Ponce              | Leonas de Ponce         | 3 - 1 | Gigantes de Carolina    | 26-28, 25-22, 25-22, 25-19        |
| 18ª giornata - 18 marzo 2016 Coliseo Guillermo Angulo, Carolina          | Gigantes de Carolina    | 1 - 3 | Leonas de Ponce         | 17-25, 25-22, 23-25, 19-25        |
| 19ª giornata - 20 marzo 2016 Coliseo Emilio Huyke, Humacao               | Orientales de Humacao   | 2 - 3 | Leonas de Ponce         | 25-23, 22-25, 20-25, 26-24, 13-15 |
| 20ª giornata - 23 marzo 2016 Coliseo Salvador Dijols, Ponce              | Leonas de Ponce         | 3 - 0 | Valencianas de Juncos   | 25-21, 25-21, 25-22               |
| 21ª giornata - 26 marzo 2016 Palacio de Recreación y Deportes, Mayagüez  | Indias de Mayagüez      | 0 - 3 | Leonas de Ponce         | 16-25, 33-35, 20-25               |
| 22ª giornata - 30 marzo 2016 Coliseo Cosme Beitia Sálamo, Cataño         | Lancheras de Cataño     | 1 - 3 | Leonas de Ponce         | 25-21, 25-27, 23-25, 13-25        |
| 23ª giornata - 1 aprile 2016 Coliseo Salvador Dijols, Ponce              | Leonas de Ponce         | 3 - 1 | Changas de Naranjito    | 25-20, 21-25, 25-22, 25-16        |
| 24ª giornata - 3 aprile 2016 Coliseo Héctor Solá Bezares, Caguas         | Criollas de Caguas      | 3 - 0 | Leonas de Ponce         | 25-21, 25-15, 25-20               |

#### Play-off
| Quarti di finale (gara 1) - 7 aprile 2016 Coliseo Cosme Beitia Sálamo, Cataño | Lancheras de Cataño     | 0 - 3 | Leonas de Ponce         | 24-26, 18-25, 25-27               |
| Quarti di finale (gara 2) - 8 aprile 2016 Coliseo Salvador Dijols, Ponce      | Leonas de Ponce         | 0 - 3 | Capitalinas de San Juan | 15-25, 19-25, 29-31               |
| Quarti di finale (gara 4) - 12 aprile 2016 Coliseo Roberto Clemente, San Juan | Capitalinas de San Juan | 2 - 3 | Leonas de Ponce         | 25-19, 15-25, 25-23, 19-25, 14-16 |
| Quarti di finale (gara 6) - 15 aprile 2016 Coliseo Salvador Dijols, Ponce     | Leonas de Ponce         | 2 - 3 | Lancheras de Cataño     | 21-25, 25-16, 25-21, 23-25, 13-15 |
| Semifinali (gara 1) - 17 aprile 2016 Coliseo Héctor Solá Bezares, Caguas      | Criollas de Caguas      | 3 - 0 | Leonas de Ponce         | 25-22, 27-25, 25-14               |
| Semifinali (gara 2) - 19 aprile 2016 Coliseo Salvador Dijols, Ponce           | Leonas de Ponce         | 3 - 1 | Criollas de Caguas      | 18-25, 25-17, 28-26, 25-22        |
| Semifinali (gara 3) - 21 aprile 2016 Coliseo Héctor Solá Bezares, Caguas      | Criollas de Caguas      | 1 - 3 | Leonas de Ponce         | 14-25, 22-25, 25-15, 17-25        |
| Semifinali (gara 4) - 23 aprile 2016 Coliseo Salvador Dijols, Ponce           | Leonas de Ponce         | 1 - 3 | Criollas de Caguas      | 19-25, 25-22, 28-30, 12-25        |
| Semifinali (gara 5) - 24 aprile 2016 Coliseo Héctor Solá Bezares, Caguas      | Criollas de Caguas      | 3 - 0 | Leonas de Ponce         | 25-17, 25-20, 25-19               |
| Semifinali (gara 6) - 26 aprile 2016 Coliseo Salvador Dijols, Ponce           | Leonas de Ponce         | 3 - 1 | Criollas de Caguas      | 25-23, 14-25, 31-29, 26-24        |
| Semifinali (gara 7) - 28 aprile 2016 Coliseo Héctor Solá Bezares, Caguas      | Criollas de Caguas      | 3 - 1 | Leonas de Ponce         | 21-25, 25-16, 25-21, 25-19        |

## Statistiche

### Statistiche di squadra
| Competizione | Punti | In casa | In casa | In casa | In trasferta | In trasferta | In trasferta | Totale | Totale | Totale |
| Competizione | Punti | G       | V       | P       | G            | V            | P            | G      | V      | P      |
| ------------ | ----- | ------- | ------- | ------- | ------------ | ------------ | ------------ | ------ | ------ | ------ |
| LVSF         | 57    | 17      | 13      | 4       | 18           | 12           | 6            | 35     | 25     | 10     |
| Totale       | -     | 17      | 13      | 4       | 18           | 12           | 6            | 35     | 25     | 10     |

G = partite giocate; V = partite vinte; P = partite perse